# مدارک پزشکی

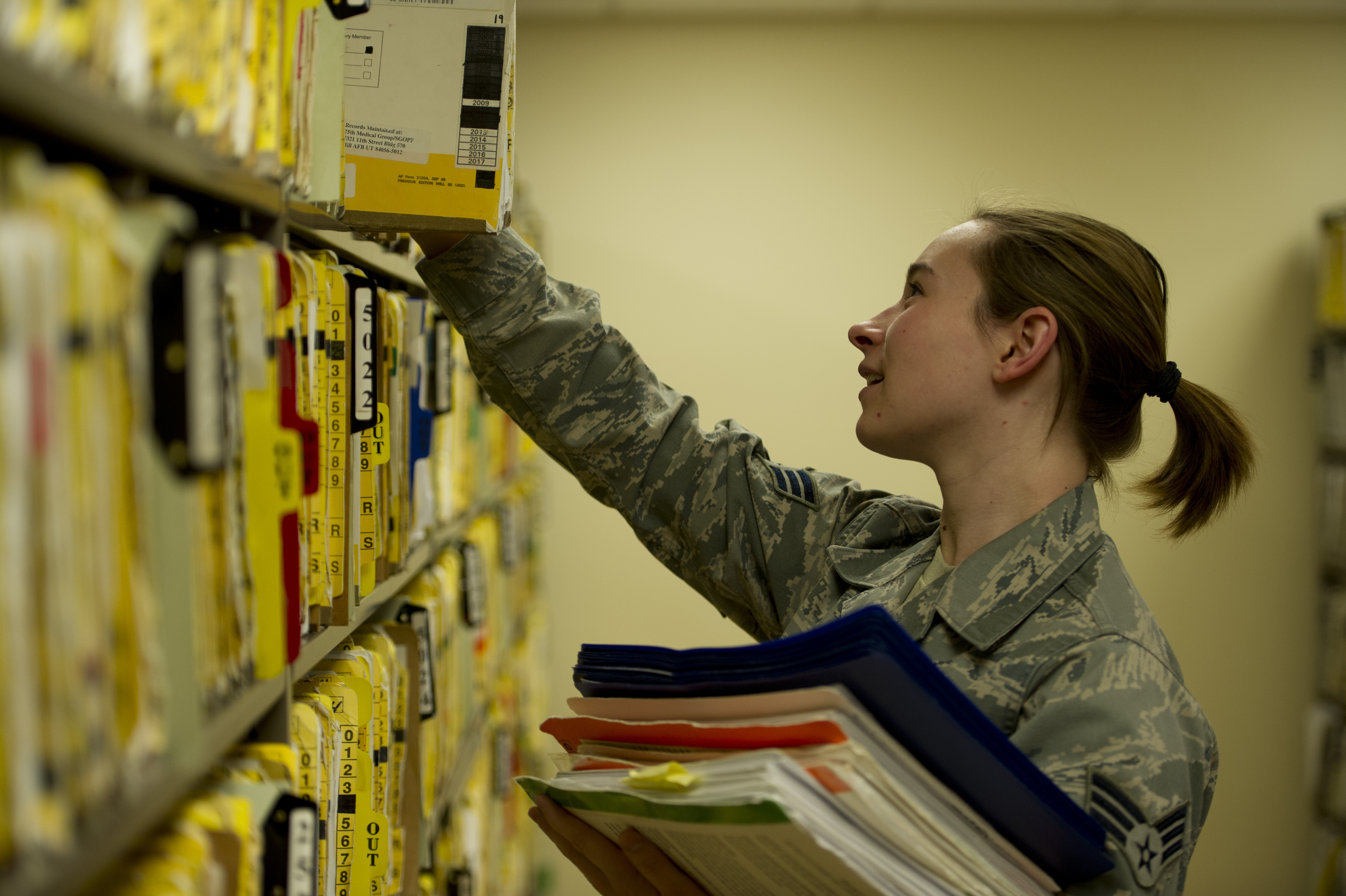
(عکس نیروی هوایی ایالات متحده/گروهبان اریک بورکز در حال ثبت پرونده‌های کلینیک پایگاه نیروی هوایی هیل)

## تاریخچه
تاریخ مدارک پزشکی را باید به موازات تاریخ طب و به‌طور همزمان و در ارتباط با آن مورد بررسی قرار داد. به نظر می‌رسد از آغازین روزهای طبابت، مدارک و اسناد مربوط به آن به نوعی وجود داشته است. تصاویر رنگین و متفاوتی که بر دیوار غارها کشیده بود به خصوص در دوران پارینه سنگی یا لوح‌های مکشوفه مربوط به هزاران سال قبل که در آن‌ها تصاویری از سوراخ کردن کاسه سر به چشم می‌خورد، همچنین کشف آثار تاریخی از غارهای اسپانیا مربوط به دوره دوم عهد پارینه سنگی و سایر دلائلی که گاهی تاریخشان تا حدود ۲۵ هزار سال قبل قدمت دارد" همگی شاهدی بر این مدعا هستند [۱].

## دوران اسلام
از دانشمندان بزرگ این دوره می‌توان به رازی و ابوعلی سینا اشاره نمود. دانشمند بزرگ رازی در سال‌های ۸۶۵ الی ۹۲۵ میلادی در بیمارستانی در ایران به طبابت اشتغال داشت. وی بعدها در بیمارستانی که در قرن نهم در شهر بغداد احداث شد به طبابت مشغول شد. از وی کتاب‌های زیادی در دست است که بیشترین آن‌ها در امور مربوط به پزشکی است. رساله رازی دربارهٔ آبله و سرخک، نخستین بررسی دقیق و صحیح و نیز مطالعه ای جامع دربارهٔ بیماری‌های عفونی است و اولین کوشش در راه تشخیص تفاوت‌های این دو بیماری می‌باشد.
ابوعلی سینا) از دیگر نوابغ علم طب در سال‌های ۹۸۰ الی ۱۰۳۷ میلادی تألیفات پزشکی خود را بر آثار بقراط مبتنی ساخت. وی تألیفات خویش را حین سفر و بر اساس آموزه‌های خویش به عنوان پزشکی سیار تهیه کرد وی آنچه را که در سفرهای خویش به عنوان پزشک سیار می‌آموخت و جمع‌آوری می‌کرد تلفیق می‌نمود که خود نشانگر نقش یادداشت‌های بالینی در تنظیم رسالات به کار گرفته شده توسط بزرگان علم طب می‌باشد [۱].

## تاریخچه آموزش رشته مدارک پزشکی در ایران
آموزش رشته مدارک پزشکی براساس نیاز وزارت بهداری وقت و به تلاش گروهی از علاقه‌مندان در وزارت بهداری از سال ۱۳۶۴ به همراه دوره‌های آموزش فنی و حرفه‌ای دیگر به صورت دوره‌های یکساله در آموزشگاه فنی و حرفه‌ای وزارت بهداری شروع به کار کرد.

## گروه‌های آموزشی مدارک پزشکی در ایران
این گروه آموزشی در اکثر دانشگاه‌های مادر وزارت بهداشت و درمان و آموزش پزشکی مستقر است. از جمله در دانشگاه علوم پزشکی تهران، شیراز، مشهد، تبریز و اصفهان.